# MG FF

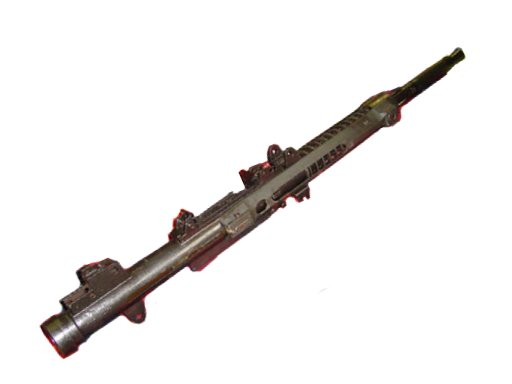
Ein restauriertes MG FF

Das MG FF war eine von der deutschen Luftwaffe im Zweiten Weltkrieg eingesetzte Maschinenkanone im Kaliber 20 mm („FF“ = „Flügel Fest“).

## Entwicklung
Die Ikaria, Gesellschaft für Flugzeugzubehör mbH in Berlin (ab 1936 in Velten bei Berlin) erwarb Mitte der 1930er-Jahre von der Schweizer Werkzeugmaschinenfabrik Oerlikon die Lizenzrechte an der kurzen Oerlikon FF F. Auf Basis dieser Waffe im Kaliber 20 × 72RB wurde das MG FF im Kaliber 20 × 80 mm RB entwickelt. Aufgrund der längeren Patrone konnte eine größere Treibladung benutzt und eine höhere Mündungsgeschwindigkeit erreicht werden. Da die Wirkung der benutzten hochexplosiven Projektile nicht zufriedenstellend erschien, wurden Ende der 1930er-Jahre diverse Möglichkeiten untersucht, um den im Projektil zur Verfügung stehenden Raum zu vergrößern. Das von Rheinmetall-Borsig entwickelte dünnwandige Minengeschoss enthielt ungefähr die fünffache Menge an Sprengstoff, wog aber nur noch 90 bis 92 g anstatt der 130 g der bisher verwendeten Projektile. Die beim Abschuss freigesetzte Rückstoßenergie des Minengeschosses genügte nicht, um das MG FF sauber zu repetieren, so dass der Rückstoßmechanismus für die neue Munition angepasst werden musste. Dies erlaubte aber nicht mehr den Verschuss der bisher verwendeten Munition des MG FF, da sonst Schäden auftreten konnten. Das so angepasste MG FF wurde MG FF/M genannt und war an einem „M“ auf dem Typenschild oder der Waffe selber erkennbar.

### Konstruktionsmerkmale
Das MG FF war ein unverriegelter, vollautomatischer Rückstoßlader mit feststehendem Lauf und Vorlaufzündung, d. h. die Patrone wurde dem Patronenlager vom Verschluss zugeführt und bereits kurz vor der Endstellung gezündet. Die Nutzung der kinetischen Energie des vorlaufenden Verschlusses erlaubte, diesen leichter zu gestalten, zudem schlug der Verschluss nicht mehr auf das Laufende auf, die Waffe schoss weicher. Ein Nachteil des Systems war, dass der unbestimmte Zündzeitpunkt das synchronisierte Schießen durch einen Propellerkreis nicht erlaubte. Zu Tests wurde die Bf 109 V4 mit dieser Waffe ausgerüstet, was der Royal Air Force im November 1938 bekannt wurde. Daraufhin ließ diese im Mai 1939 eine Hawker Hurricane mit zwei 20-mm-Oerlikon-MGs erproben.

### Munition
Beim MG FF/M wurden erstmals die effizienteren Minengeschosse verwendet. Man hatte Granaten bisher so gefertigt, dass die Sprengladung den Geschosskörper in Splitter zerlegte und dadurch Zerstörungen im Ziel verursachte. Oberingenieur Ludwig von der Firma Rheinmetall-Borsig versuchte, hauptsächlich die bei einer Explosion entstehende Gasschlagwirkung zur Zerstörung zu benutzen und entwarf ein dünnwandiges Geschoss, in dessen Ladungsraum die fünffache Sprengstoffmenge untergebracht werden konnte. Wurden mit Sprenggranaten in den Abschnitten des Rumpfes und der Flächen, die keine wichtigen Teile enthielten, nur unwirksame Zerstörungen durch Splitterwirkung verursacht, ergab das Minengeschoss auch dort so große Zerstörungen, dass die Flugtüchtigkeit stark beeinträchtigt oder der Absturz herbeigeführt wurde.
Bei der Entwicklung dieser Munition waren neuartige Probleme zu lösen. Der in der Geschossspitze angebrachte Zünder musste, obwohl aus Leichtmetall, noch leichter gefertigt werden, da die dünne Geschosswandung nur der Beschleunigung kleiner Massen standhielt. Eine Lösung war der von der Rheinmetall-Borsig-Gruppe in Sömmerda entwickelte Bodenzünder. Für die 20-mm-Minengranate wurden die Bd.Z.1511, 1512 und 1513 verwendet. Als Sprengladung wurde meist die HTA-15-Mischung, die aus 45 % Trinitrotoluol, 40 % Hexogen und 15 % Aluminium-Pyroschliff bestand, oder die HA-41-Mischung (75 % Hexogen, 20 % Aluminium-Pyroschliff, 5 % Wachs) verwendet.
Nach der Dienstvorschrift (Luft) 5001 wurden die Minengranaten in Kombination mit Brandgranaten und Panzerbrandgranaten verwendet.
Die Munitionszuführung erfolgte durch Stangenmagazine mit 15 Patronen oder über Trommeln mit 45, 60 oder 100 Patronen. Die von der Fa. Ikaria/Velten ab Januar 1941 entwickelte Gurtzuführung wurde nicht eingesetzt, obwohl die Erprobungen in der Bf 109 E-7 und F-1 zufriedenstellend verliefen, da bessere Waffen das MG FF in zunehmendem Maße ersetzten.
Beim MG FF gab es nur hochexplosive Projektile, diese wogen 134 g und wurden mit 600 m/s und einer Rate von 530 Schuss pro Minute verschossen. Beim MG FF/M gab es eine große Bandbreite an Munitionstypen mit einer etwas niedrigeren Feuerrate von 520 Schuss pro Minute, lediglich die Minengeschosse konnten mit 540 Schuss pro Minute abgefeuert werden.
| MG FF                      | Patronen- gewicht | Geschoss- gewicht | Treibladung | Geschoßfüllung   | Mündungs- geschwindigkeit | Mündungs- energie | Feuerrate      |
| -------------------------- | ----------------- | ----------------- | ----------- | ---------------- | ------------------------- | ----------------- | -------------- |
| Sprenggranatpatrone L'spur | 185 g             | 134 g             | 14,6 g      | 3 g Nitropenta   | 600 m/s                   | 2460 mkg          | 530 Schuss/min |
| Sprenggranatpatrone L'spur | 200,5 g           | 134,8 g           | 14,6 g      | 3,2 g Nitropenta | 600 m/s                   | 2474 mkg          | 530 Schuss/min |
| Sprenggranatpatrone L'spur | 200,5 g           | 134,8 g           | 14,6 g      | 3,7 g Nitropenta | 600 m/s                   | 2474 mkg          | 530 Schuss/min |

| MG FF/M                              | Patronen- gewicht | Geschoss- gewicht | Treibladung | Geschoßfüllung                           | Mündungs- geschwindigkeit | Mündungs- energie | Feuerrate      |
| ------------------------------------ | ----------------- | ----------------- | ----------- | ---------------------------------------- | ------------------------- | ----------------- | -------------- |
| Sprenggranatpatrone L'spur           | 183 g             | 115 g             | 13,3 g      | 3,7 g Nitropenta                         | 585 m/s                   | 2006 mkg          | 520 Schuss/min |
| Panzerbrandgranatpatrone (Ph)        | 185 g             | 115 g             | 13,3 g      | 3,6 g Phosphor                           | 585 m/s                   | 2006 mkg          | 520 Schuss/min |
| Panzerbrandgranatpatrone (E)         | 185 g             | 117 g             | 13,5 g      | 6,2 g Elektronthermit                    | 575 m/s                   | 1972 mkg          | 520 Schuss/min |
| Panzersprenggranatpatrone            | 183 g             | 115 g             | 13,3 g      | 4 g Nitropenta                           | 585 m/s                   | 2041 mkg          | 520 Schuss/min |
| Brandgranatpatrone L'spur            | 183 g             | 117 g             | 13,3 g      | 6,6–7,3 g Ba(NO3)2+Al+Mg                 | 585 m/s                   | 2041 mkg          | 520 Schuss/min |
| Brandsprenggranatpatrone (Ph) L'spur | 183 g             | 115 g             | 13,3 g      | 3,6 g Nitropenta + 0,5 g Phosphor        | 585 m/s                   | 2006 mkg          | 520 Schuss/min |
| Brandsprenggranatpatrone (E) L'spur  | 183 g             | 115 g             | 13,3 g      | 2,3 g Nitropenta + 2,1 g Elektronthermit | 585 m/s                   | 2006 mkg          | 520 Schuss/min |
| Panzergranatpatrone                  | 183 g             | 117 g             | 13,5 g      | -                                        | 585 m/s                   | 2041 mkg          | 520 Schuss/min |
| Minengeschoßpatrone                  | 160 g             | 90 g              | 14,6 g      | 18,7 g Nitropenta oder 18,6 g HA 41      | 700 m/s                   | 2248 mkg          | 540 Schuss/min |
| Minengeschoßpatrone                  | 163 g             | 95 g              | 15,5 g      | 18,7 g Nitropenta oder 18,6 g HA 41      | 675 m/s                   | 2206 mkg          | 540 Schuss/min |
| Minengeschoßpatrone                  | 157 g             | 92 g              | 15 g        | 20 g Nitropenta                          | 718 m/s                   | 2418 mkg          | 540 Schuss/min |

Alle Munitionsarten konnten mit Leuchtspur, Glimmspur (für Nachtjäger) sowie Zerleger (Zeitzünder zur Selbstzerstörung) ausgerüstet werden. Minengeschosse konnten konstruktionsbedingt nicht mit Leucht- oder Glimmspur bestückt werden.
Die vom MG FF benutzte Patrone war insgesamt 145,4 mm lang, die Hülse bestand aus Stahl oder Messing und maß 80,6 mm.

## Verwendung

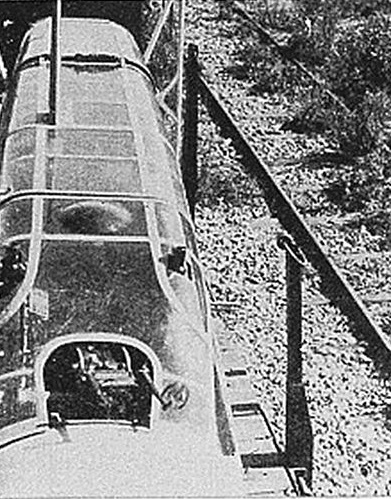
Lafette des nach hinten gerichteten Zwillings-Maschinengewehrs sowie zusätzlich zwei MG FF/M (die beiden einzelnen kurzen schwarzen Rohre links und rechts) als Schräge Musik in einer Bf 110

Das MG FF wurde ab 1937 sowohl starr als auch beweglich in Kampfflugzeuge der Luftwaffe eingebaut, das MG FF/M wurde 1940 eingeführt und bis 1941 waren alle MG FF auf Stand MG FF/M umgerüstet. Typische Nutzer waren die Bf-109-E-Serie oder die Fw 190 mit je zwei starr in den Tragflächen eingebauten MG FF oder MG FF/M. Da die Munition per Trommel zugeführt wurde, erforderte dies kleine Beulen auf der Tragfläche. Die Bf 110 setzte zwei MG FF im Bug ein, ebenso die Do 17 Z und Do-215-Nachtjäger. Zerstörer- und Nachtjägerversionen der Ju 88C hatten eine im Bug und zwei davon in einem Waffentropfen unter dem Cockpit, die Do-217-J/N-Nachtjäger setzten gar vier dieser Waffen ein.
Auch in diversen anderen Kampfflugzeugen und Bombern war das MG FF zu finden, in einigen Fällen starr nach vorne gerichtet (Do 17, Do 217, Ju 88) oder in einem drehbaren Waffenturm (z. B. Fw 200).
Die Montage zwischen den Zylinderbänken der deutschen V12-Flugmotoren wurde mit dem MG FF immer wieder erprobt, erstmals 1937 im Jumo 210 der Ar 80 V1, aber aufgrund von Überhitzung und diversen anderen Problemen war dies nie erfolgreich. Einzig und allein in der Bf 109 F-1 wurde das MG FF/M als Motorkanone eingesetzt, aber auch dort neigte die Waffe zu Ladehemmungen, speziell bei Flugmanövern mit höheren G-Belastungen.
Einen zweiten Frühling erlebte das MG FF/M ab 1943, als die eigentlich auszumusternde Waffe für die „Schräge Musik“ in der Bf 110 verwendet wurde. Aufgrund ihres relativ kurzen Laufes passten die beiden MG FF gut in den hinteren Bereich der Pilotenkanzel und verursachten somit nur wenig zusätzlichen Luftwiderstand.

## Nachfolge-Konstruktion
Das MG FF wies einige Nachteile auf. Sowohl die Feuergeschwindigkeit als auch die Durchschlagskraft waren nicht zufriedenstellend. Ein weiterer Nachteil war die beschränkte Munitionskapazität. Zur Zeit der „Luftschlacht um England“ stand maximal die 60-Schuss-Trommel zur Verfügung. Bei Flügelmontagen wurden aber oft nur 55 Schuss untergebracht. Im weiteren Kriegsverlauf wurde das MG FF bzw. MG FF/M mehr und mehr durch das MG 151/20 ersetzt.

## Technische Daten
- Typ: MG FF
- Kaliber: 20 mm
- Lauflänge: 822 mm
- Hersteller: Ikaria
- Waffenlänge: 1338 mm
- Waffenhöhe: 135 mm
- Waffenbreite: 155 mm
- Gewicht: 26,3 kg
- Schussfolge (pro min): 530
- Mündungsgeschwindigkeit: 585 m/s
- Munitionsbezeichnung: 20×80 mm RB